# غلوريا تايلور
غلوريا تايلور (بالإنجليزية: Gloria Taylor)‏ هي ناشطة حقوق الإنسان بريطانية، ولدت في 1950، وتوفيت في 7 أبريل 2008 بسبب نوبة قلبية.